# 서울양천경찰서
서울양천경찰서(서울陽川警察署, Seoul Yangcheon Police Station)는 서울특별시경찰청이 관할하는 경찰서 중 하나이다. 서울특별시 양천구 일원을 관할한다. 서울특별시 양천구 목동동로 99(신정동)에 위치하고 있다.
서장은 총경으로 보한다.

## 연혁
- 1987년 6월 1일: 신정경찰서 개서
- 1991년 7월 31일: 양천경찰서로 변경

## 조직
| - 112종합상황실 - 청문감사관 - 경무과 - 생활안전과 | - 여성청소년과 - 수사과 - 형사과 - 경비과 | - 교통과 - 정보과 - 보안과 |

## 관할 파출소 및 지구대
서울양천경찰서는 5개 지구대와 3개 파출소를 산하에 두고 있다.
| 명칭          | 사진 | 주소                       | 관할구역                  |
| ------------- | ---- | -------------------------- | ------------------------- |
| 목1지구대     |      | 목동동로 373 (목동)        | 목5동, 목1동 일부         |
| 목6치안센터   |      | 목동서로 9                 |                           |
| 목2지구대     |      | 등촌로 166 (목동)          | 목2·3·4동                 |
| 목2치안센터   |      | 목동중앙본로27길 25        |                           |
| 목4치안센터   |      | 목동중앙로 23              |                           |
| 신정1지구대   |      | 중앙로32길 65 (신정동)     | 신정1·6·7동, 신정3동 일부 |
| 신정7치안센터 |      | 목동남로 93                |                           |
| 신정2지구대   |      | 목동로17길 5 (신정동)      | 신정2·4·5동, 목1동 일부   |
| 신정2치안센터 |      | 목동동로 152               |                           |
| 신월2지구대   |      | 지양로 55 (신월동)         | 신월2·4·6·7동             |
| 신월4치안센터 |      | 오목로5길 34               |                           |
| 신월1파출소   |      | 남부순환로59길 8 (신월동)  | 신월1동, 신월3동 일부     |
| 신월5파출소   |      | 남부순환로31길 37 (신월동) | 신월5동, 신월3동 일부     |
| 신월3치안센터 |      | 가로공원로 101             |                           |
| 신정3파출소   |      | 중앙로 205 (신정동)        | 신정3동 일부              |

## 같이 보기
- 서울특별시지방경찰청